# Palaemnema paulitaba
Palaemnema paulitaba – gatunek ważki z rodziny Platystictidae. Występuje na terenie Ameryki Środkowej.